# الانتخابات الرئاسية الروسية 2000
الانتخابات الرئاسية الروسية 2000 هي الانتخابات الرئاسية الروسية التي جرت في 26 مارس 2000، في روسيا، لانتخاب رئيس روسيا، فاز بالانتخابات فلاديمير بوتين، وحصل على 39,740,467 صوتاً، وقد بلغت عدد الإصوات المقبولة في الانتخابات 75,070,770 صوتاً.

## المرشحين
| المرشح                | الحزب | عدد الأصوات |
| --------------------- | ----- | ----------- |
| فلاديمير بوتين        |       | 39,740,467  |
| غينادي زوغانوف        |       | 21,928,468  |
| غريغوري يافلينسكي     |       | 4,351,450   |
| Aman Tuleyev ‏         |       | 2,217,364   |
| فلاديمير جيرينوفسكي   |       | 2,026,509   |
| Konstantin Titov ‏     |       | 1,107,269   |
| Ella Pamfilova ‏       |       | 758,967     |
| Stanislav Govorukhin ‏ |       | 328,723     |
| Yury Skuratov ‏        |       | 319,189     |
| Alexey Podberezkin ‏   |       | 98,177      |
| Umar Dzhabrailov ‏     |       | 78,498      |